# 夜蛾總科
夜蛾總科（學名：Noctuoidea）是昆蟲綱鱗翅目之下的一個總科。本總科在傳統分類屬於蛾下目，今屬異脈下目的新鱗翅類真鱗翅類支序。本總科之下包括有超過7萬個不同的物種，是鱗翅目之下物種最豐富的一個總科。
從20世紀末期開始，由於有分子支序親緣學數據的支持，這個有巨大成功的演化輻射的物種群導致多個相互競爭的分類學建議，以表達主要承傳間的關係。簡單來說：過往由於燈蛾科和毒蛾科間的差異難以在形態學上分辨，本來希望分子支序親緣學能夠協助，但結果卻發現原來這兩個科原來本來是一家。

## 分類
包括下列七個科：
- 墨西哥舟蛾科 Doidae (?)
- 裳蛾科 Erebidae（英语：Erebidae）
- 夜蛾科 Noctuidae strict sense
- 瘤蛾科 Nolidae
- 舟蛾科 Notodontidae
- 澳舟蛾科 Oenosandridae
- Thaumetopoeidae

以下各科舊屬本總科：
- 燈蛾科 Arctiidae：其物種今屬裳蛾科
- 毒蛾科 Lymantriidae：其物種今屬裳蛾科
  - 透翅舟蛾亞科 Dioptinae
- 隆蛾科 Pantheidae